# Matrix Powertag/Saison 2012
Dieser Artikel listet Erfolge und Fahrer des Radsportteams Matrix Powertag in der Saison 2012 auf.

## Erfolge in der UCI Europe Tour
In den Rennen der Saison 2012 der UCI Europe Tour gelangen die nachstehenden Erfolge.
| Datum   | Rennen                       | Kat. | Sieger          |
| ------- | ---------------------------- | ---- | --------------- |
| 10. Mai | 1. Etappe Tour of Małopolska | 2.2  | Mariusz Wiesiak |

## Zugänge – Abgänge
| Zugänge                            | Team 2011 | Abgänge           | Team 2012    |
| ---------------------------------- | --------- | ----------------- | ------------ |
| Sota Ikebe                         | Neoprofi  | Vincenzo Garofalo | Team Nippo   |
| Kazushige Kuboki (ab 1. September) | Neoprofi  | Yoshiyuki Abe     | Karriereende |
|                                    |           | Satoshi Mukaigawa | Unbekannt    |
|                                    |           | Takahiro Nagayama | Unbekannt    |
|                                    |           | Motoki Onishi     | Unbekannt    |
|                                    |           | Masaki Wakumoto   | Unbekannt    |

## Mannschaft
| Name               | Geburtstag        | Nationalität |
| ------------------ | ----------------- | ------------ |
| Sota Ikebe         | 31. Dezember 1992 | Japan        |
| Yuya Komaki        | 29. August 1991   | Japan        |
| Kazushige Kuboki   | 6. Juni 1989      | Japan        |
| Kazuyuki Manabe    | 16. Februar 1970  | Japan        |
| Naoki Mukaigawa    | 27. Dezember 1980 | Japan        |
| Tomoki Mukaigawa   | 28. Juli 1986     | Japan        |
| Daisei Nagara      | 9. Juli 1974      | Japan        |
| Mariusz Wiesiak    | 1. April 1981     | Polen        |
| Takahiro Yamashita | 20. November 1985 | Japan        |
| Daiki Yasuhara     | 12. August 1991   | Japan        |